# In Motion
「In Motion」（イン・モーション）は、日本のアーティスト、hideのソロ13枚目のシングル。
hideが生前に残していた音源を元に、I.N.Aをはじめ、かつての盟友達が集結し、完成させたもの。

## 概要
- 曲自体は、X JAPANのアルバムとソロ・アルバム『PSYENCE』の製作のためにロサンゼルスに滞在していた際、「Junk Story」と同じ時期に作られた。ただ、『PSYENCE』に入らなかったのは、「後に似たタイプの『MISERY』ができたこと」「途中でほっぽかされたこと」「系統で言うと1stの感じを引きずっている曲だから」など諸説あるが、I.N.A曰く「ボツにする曲はデータを消してしまうが、この2曲はとっておこうということで、他の媒体に保管しておいた。だから、いつかはやろうと思ってて、忘れちゃったという乗りなんじゃないか。」とのこと。実際、「ROCKET DIVE」も『PSYENCE』の頃に作っていて、一度ははずされたが後に復活した（この頃は日本語詞ではなく英詞だった）。
- 音源化の際、「Junk Story」はドラムを生ドラムにしただけだが、「In Motion」は1ランク前のデモ・テープだったうえ、ギターソロが入っていなかったため完全に再レコーディングした。その際この曲を作っていたのが『PSYENCE』の頃だったので、セカンド・ツアーのメンバーでレコーディングした（ドラムがJOE、ベースがCHIROLYN、ギターがPATAとKIYOSHI、キーボードがD.I.E.とI.N.A）。ギターソロはPATAが弾いているが、「前半はツインっぽい感じで、後半はこんな感じで良いんでしょ」といかにもな感じになっている。
- PVは、hideの映画でhideに一目惚れした女性が悪漢に攫われ、hideが助けに行くというフルCGアニメーションになっており、CGキャラのhideがコミカルな動きで活躍する。
- TBS系「日立 世界・ふしぎ発見!」のエンディングテーマに起用された。
- 2025年現在、hideの未発表シングル作品として発表されたものは、本作品が最後である。この「In Motion」と「Junk Story」の他に死後発売作品としてはトリビュート・アルバム『hide TRIBUTE SPIRITS』に収録されたX時代のセルフ・カヴァー「CELEBRATION」と、コンピレーション『Cafe Le PSYENCE-hide LEMONed Compilation-』に収録された「MISCAST」、2014年に発表された「子 ギャル」3作品のみである。

## 収録曲
1. In Motion
2. FLAME (PSYENCE FACTION version)
3. POSE (MIXED LEMONed JELLY MIX ver.9)
4. In Motion (voiceless version)

（全作詞・作曲・編曲：hide）

## 収録アルバム
- hide SINGLES 〜Junk Story〜 (#1)
- hide PERFECT SINGLE BOX
- KING OF PSYBORG ROCK STAR (#2)
- We Love hide 〜The Best in The World〜 (#1)
- 子 ギャル (#1)